# Mount Vernon (Dél-Dakota)
Mount Vernon város az Amerikai Egyesült Államok Dél-Dakota államában, Davison megyében. Lakosainak száma 461 fő (2020. április 1.).

## Népesség
A település népességének változása:

| 2010 | 462 |
| 2020 | 461 |